# Rechrival
Rechrival is een dorp in de Belgische provincie Luxemburg. Het ligt in Tillet, een deelgemeente van Sainte-Ode. Rechrival ligt aan het riviertje de Laval, zo'n 3,5 km ten oosten van het dorpscentrum van Tillet. In het landelijk gebied rond Rechrival liggen de gehuchten en dorpen Laval, Hubermont, Pinsamont en Houmont.

## Geschiedenis
In de omgeving bevond zich vroeger de uitgestrekte parochie Loupville, maar deze verdween tijdens de grote pest van 1636. De parochiezetel verplaatste zich dan naar Rechrival. De Ferrariskaart uit de jaren 1770 duidt nog de plaats Loupville aan op de site van de vroegere kerk en kerkhof, tussen Rechrival, Hubermont en de kasteelboerderij van Laval in.
Op het eind van het ancien régime werd Rechrival een gemeente, maar deze werd in 1823, net als het naburige Houmont, alweer opgeheven en bij Tillet gevoegd. In 1977 werd Tillet met daarin Rechrival een deelgemeente van Sainte-Ode.
Deelgemeenten: Amberloup · Lavacherie · Tillet

Overige dorpen en gehuchte: Acul · Aviscourt · Beauplateau · Chisogne · Fosset · Gérimont · Herbaimont · Houmont · Hubermont · Laval · Le Jardin · Magerotte · Magery · Ménil · Pinsamont · Rechrival · Renuamont · Sprimont · Tonny

Belgische gemeenten · Arrondissement Bastenaken · Luxemburg · Wallonië